# Łucja Zawada
Łucja Zawada (ur. 26 grudnia 1913 w Nowej Wsi, zm. 26 lutego 1985 w Nowym Bytomiu) – nauczycielka, instruktorka harcerska, żołnierz Szarych Szeregów.

## Okres przedwojenny
Do harcerstwa wstąpiła 3 stycznia 1931 roku. W latach 1935–1938 zorganizowała i prowadziła Drużynę Harcerek im. Królowej Jadwigi w Szkole Podstawowej nr 3 w Orzegowie. 15 września 1938 roku została hufcową harcerek w Nowym Bytomiu, przygotowując harcerki do wojny w ramach Pogotowia Wojennego Harcerek. Przygotowanie do obrony kraju zdobywała na 4 tygodniowym kursie strzeleckim w hufcu hajduckim, brała również udział w kursach i odprawach Pogotowia Wojennego Harcerek w Szkole Instruktorek na Buczu w 1939.
W latach 1936–1939 działała również w Zarządzie Koła Polskiego Związku Zachodniego w Wirku i w Związku Nauczycielstwa Polskiego.

## II wojna światowa
Od listopada 1939 pracowała w Szarych Szeregach jako kierownik okręgu na powiaty Tarnowskie Góry, Lubliniec, Nowy Bytom, Ruda, Lipiny i Świętochłowice. Od maja 1940 należała do kierowniczej piątki konspiracyjnej harcerek śląskich, które pozostały na Górnym Śląsku: Adela Korczyńska, Janina Lewicka, Anna Morkisz, Jadwiga Nowarowa. Organizacyjnie podlegały Komendantce Śląskiej Chorągwi Harcerek zamieszkałej w Krakowie hm. Irenie Kuśmierzewskiej.
Organizowała z zespołami harcerek pomoc dla uwięzionych i ich rodzinom, wysyłanie paczek do obozów jeńców polskich. W ramach działalności „Patronatu” organizowała pomoc dla więźniów obozu koncentracyjnego w Oświęcimiu i dla ich rodzin. Do akcji zbierania lekarstw, żywności i ciepłej odzieży wciągnęła nie tylko harcerki, ale również znajomych, którzy robili rękawice o jednym palcu, wykonano tysiące nauszników zużywając wszystką wełnę z domów, prując swetry. Przygotowała i szkoliła zespoły sanitarne w swoim okręgu. Na Tarnowskie Góry i Lubliniec przekazywała programy i materiały tajnego nauczania. W Rudzie Śląskiej zorganizowała lotną bibliotekę (obieg) polskich książek ok. 280 woluminów uratowanych wcześniej przez harcerki z palącego się stosu biblioteki Towarzystwa Czytelni Ludowych w Wirku. W Ząbkowicach z grupą nieharcerską zorganizowała pomoc transportowanym jeńcom i ostrzegała zagrożonych aresztowaniem.
Poza pracą w tajnym harcerstwie działała od czerwca 1941 w ZWZ, a potem w AK. Prowadziła skrzynkę łączności dla Komendy Okręgu Ślaskiego AK.

## Okres powojenny
W latach 1945–1950 jako członkini Komendy Chorągwi i kierownik referatu szkolenia prowadziła wiele obozów i kursów drużynowych. W związku z likwidacją harcerstwa, w nowej organizacji nie było dla niej miejsca, miała przerwę w działalności. Swój czas poświęcała na pracę nauczycielską i zdobywanie wyższych kwalifikacji zawodowych. Wraz z grupą instruktorów powróciła do ZHP dopiero po 1956. W latach 1956–1962 pracowała w Komendzie Chorągwi w Katowicach jako osoba odpowiedzialna za kształcenie drużynowych. W 1948 otrzymała stopień harcmistrzyni (zweryfikowany w 1958).
Później udzielała pomocy drużynowym w prowadzeniu drużyn w szkołach, w których uczyła. Od stycznia 1977 pracowała w Komisji Historycznej Katowickiej Chorągwi jako z-ca Przewodniczącego. W uznaniu zasług w pracy harcerskiej uchwałą Głównej Kwatery z 24 czerwca 1980 roku został nadany jej honorowy stopień harcmistrza Polski Ludowej. W hufcu Ruda Śląska (1981–1984) była przewodniczącą Komisji Historycznej.
Oprócz pracy harcerskiej działała jako kierownik kulturalno-oświatowy Frontu Jedności Narodowej w Wirku (1952–1957). Swoje bogate doświadczenia z pracy nauczycielskiej przekazywała jako kierownik szkoleniowy nauczycieli rejonu ZNP (1962–1970).
W ostatnich latach życia pracowała nad wydaniem materiałów dotyczących działalności Śląskiej Komendy Harcerek w latach 1945–1950 i nad historią harcerstwa w Rudzie Śląskiej.

## Ordery i odznaczenia
- Medal Wojska po raz 1,2,3 (1948)
- Srebrny Krzyż „Za Zasługi dla ZHP” (1948)
- Medal 10-lecia Polski Ludowej (1955)
- Złoty Krzyż „Za Zasługi dla ZHP” (1973)
- instruktorska odznaka Harcerskiej Służby Ziemi Śląskiej (1979)
- Medal Komisji Edukacji Narodowej (1980)
- instruktorska odznaka 35-lecia Harcerskiej Służby Ziemi Śląskiej (1980)
- Krzyż Armii Krajowej (1981)
- Odznaka pamiątkowa 70-lecia Harcerstwa Polskiego (1981)
- Krzyż Kawalerski Orderu Odrodzenia Polski (1982)
- Złota Odznaka Zasłużony w rozwoju woj. katowickiego (1983)
- Instruktor – Senior ZHP (1983)
- Medal „Za udział w wojnie obronnej 1939” (1983)

## Nagrody
- Kuratora (1960)
- Inspektora Oświaty (1971)
- Nagroda III stopnia Ministra Oświaty (1972)